# Halsuanjärvi
Halsuanjärvi är en sjö i Finland. Den ligger i kommunen Halso i landskapet Mellersta Österbotten, i den centrala delen av landet, 400 km norr om huvudstaden Helsingfors. Halsuanjärvi ligger 119,5 meter över havet. Arean är 7,68 kvadratkilometer och strandlinjen är 17,08 kilometer lång. Sjön  ingår i Perho å huvudavrinningsområde.   I omgivningarna runt Halsuanjärvi växer i huvudsak blandskog. Den sträcker sig 6,4 kilometer i nord-sydlig riktning, och 5,8 kilometer i öst-västlig riktning.
I övrigt finns följande i Halsuanjärvi:
- Pieni Onkikivi (en ö)
- Iso Onkikivi (en ö)
- Seljänkari (en ö)
- Mustuaiskari (en ö)
- Onkisaari (en ö)
- Ruumissaari (en ö)

Följande samhällen ligger vid Halsuanjärvi:
- Halso (1 393 invånare)

I övrigt finns följande vid Halsuanjärvi:
- Halsuanjoki (ett vattendrag)
- Pöyryjoki (ett vattendrag)